# Mas de les Mates
|  | No s'ha de confondre amb El Mas de les Mates. |

El Mas de les Mates és un mas situat al municipi de Massoteres, a la comarca catalana de la Segarra.